# Colton (Waszyngton)
Colton – miasto w Stanach Zjednoczonych, w stanie Waszyngton, w hrabstwie Whitman.